# 조용철 (야구인)
조용철(趙容徹, 1965년 8월 22일 ~ )은 전 KBO 리그 야구 선수의 투수이다.

## 출신학교
- 1981년 ~ 1984년 : 경남고등학교